# Saturday/Sunday
Saturday/Sunday is een nummer van de Amerikaanse zanger Jason Derulo en de Franse dj David Guetta uit 2023.
Het refrein van het nummer is gesampled uit Saturday Love van Cherrelle en Alexander O'Neal. "Saturday/Sunday" werd enkel in Nederland een kleine hit. Het werd Dancesmash op Radio 538 en bereikte de 7e positie in de Tipparade.

## Tracklijst
Muziekdownload
1. "Saturday/Sunday" - 2:46